# Corpsschleifenträger

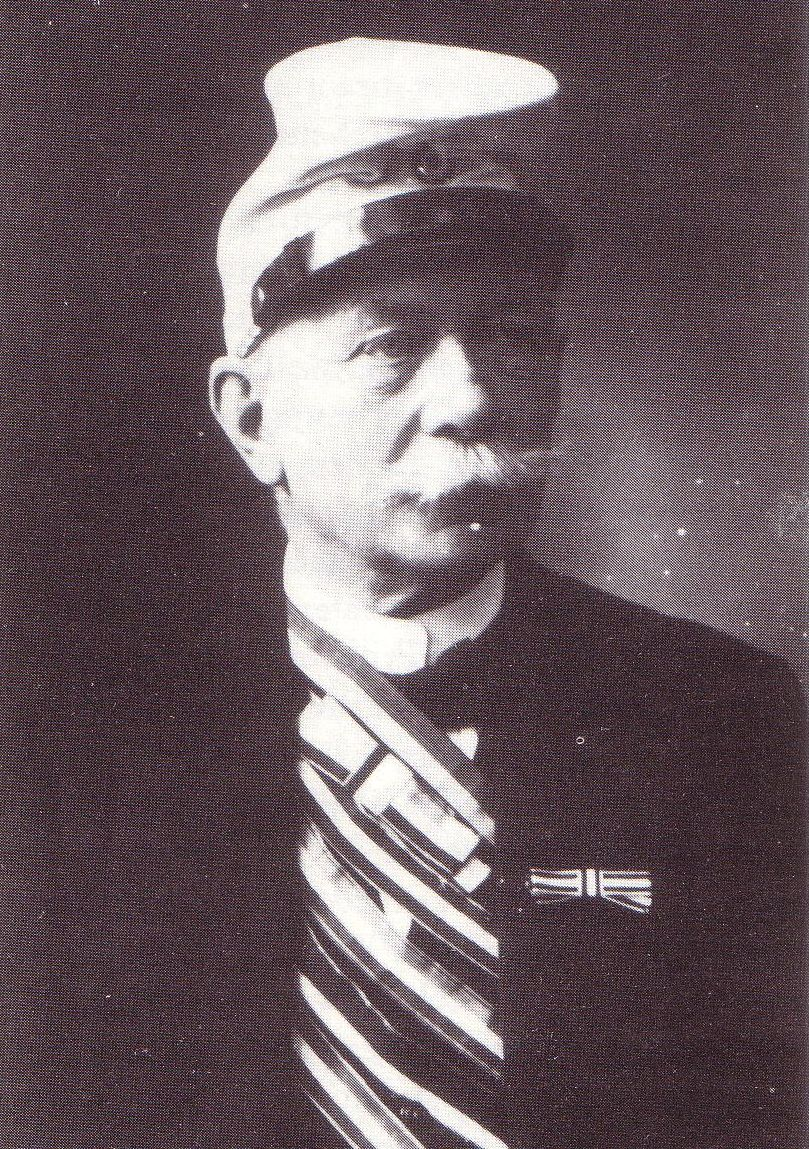
Gustav Gotthilf Winkel mit der Schleife von Borussia Bonn am Revers und der übergroßen Schleife von Masovia zwischen den Bändern

Ein Corpsschleifenträger (auch: Inhaber der Corpsschleife, kurz IdC) ist Mitglied eines Corps mit eingeschränkten Rechten, das ursprünglich als normales Mitglied aufgenommen wurde und dann nicht alle vorgeschriebenen Verpflichtungen erfüllen konnte. Statt des Couleurbandes trägt er eine Corpsschleife.
Der Status des Corpsschleifenträgers weist Parallelen auf zum sowohl bei Corps als bei auch anderen Verbindungstypen verbreiteten Konkneipanten, der seinerseits oft eine Couleurschleife trägt. Ein Konkneipant war jedoch von Anfang an nicht als vollwertiges Mitglied aufgenommen, oft wegen satzungsgemäßer Hinderungsgründe.

## Verleihungsgründe
Wenn ein recipierter Corpsbursche nicht die von seinem Corps verlangte Mindestzahl von Mensuren fechten kann, wird er nach der Aktivenzeit vom Convent mit der Schleife inaktiviert und später philistriert.
Inhaber der Corpsschleife kann auch derjenige werden, der aus körperlichen Gründen überhaupt nicht fechten kann; nach den Statuten des Kösener Senioren-Convents-Verbands muss er aber regulärer Fuchs und Corpsbursche gewesen sein.
Die meisten Schleifen werden von jeher Corpsstudenten aus Dankbarkeit verliehen. In einer rechtlichen Grauzone werden manchmal außenstehende Freunde des Corps mit der Schleife geehrt.

## Machart der Corpsschleife
Die Schleife hat die gleichen Farben wie das Corpsband und wird am linken Revers getragen. Die meisten Corps führen die Schleife in der Breite des Bandes eines Weinzipfels. Bei manchen, insbesondere süddeutschen, Corps ist sie genauso breit wie das Band.
Nicht zu verwechseln ist die Corpsschleife mit der Feldschnalle, wie sie bei Scotto-Germania üblich war.